# Kostverloren (kasteel)
Kostverloren (ook: Brillenburg of Ruysschenstein) was een kasteel en buitenplaats in de Nederlandse plaats Amstelveen, provincie Noord-Holland. Het kasteel is vooral bekend van de vele tekeningen, gravures en schilderijen van kunstenaars als Abraham Rademaker, Jacob van Ruisdael, Meindert Hobbema en Rembrandt van Rijn.

## Naamgeving
Het kasteel heeft diverse namen gedragen. Oorspronkelijk droeg het de naam Brillenburg. Begin 16e eeuw kwam ook de naam Ruysschenstein in gebruik, waarschijnlijk door de achternaam van Gerrit Benninghs echtgenote: Ruijsch.
De naam Kostverloren is een bijnaam die al sinds 1508 werd toegepast. De naam verwijst naar de hoge onderhoudskosten: het bouwwerk stond deels op slappe veengrond, waardoor het veel last had van verzakkingen. Het kostte dus veel geld om het kasteel in stand te houden.

## Geschiedenis
Het kasteeltje Brillenburg is rond 1425 gebouwd. Het is niet bekend wie de opdrachtgever was: mogelijk was het een familie van lage adel of een voorouder van de latere eigenaar Jan Benningh. Oorspronkelijk was de Brillenburg alleen een houten woontoren, maar rond 1500 werd het gebouw door de Amsterdamse burgemeester Jan Benningh van een vierkante toren voorzien. Hij overleed in 1528 en liet Brillenburg alias Kostverloren waarschijnlijk na aan zijn broer Gerrit Benningh.

### Verzakking, brand en herbouw
In 1629 werd de Middelpolder aangelegd. De verbeterde waterhuishouding zorgde echter voor een grondwaterdaling en dat ging waarschijnlijk ten koste van de fundering van Kostverloren. In het midden van de 17e eeuw leed het kasteel dan ook grote schade door verzakkingen en in 1650 woedde er ook nog een brand. Het ruïneuze gebouw werd in 1658 grotendeels afgebroken waarbij alleen de vierkante toren uit 1500 bleef staan. De erfgenamen van de laatste eigenaar Simon de Rijck (1565-1652) herbouwden het kasteel.

### Nieuwbouw
In 1708 volgde nieuwbouw door de nieuwe eigenaar Francisco Ximenez baron de Belmonte en zijn zoon Manuel. Ook nu weer bleef (een deel van) de oude toren bewaard. Francisco stierf in 1713 en Manuel in 1729, waarna Manuels echtgenote Esther Pinto in 1730 de buitenplaats verkocht aan Jan Sautijn, een schepen uit Amsterdam.

### Afbraak
Jan Sautijns dochter huwde George Clifford. Toen Clifford de Hartekamp te Heemstede erfde, had het stel geen behoefte meer aan Kostverloren en verkochten ze het huis in 1760.
In 1822 verkocht de toenmalige eigenaar de buitenplaats voor afbraak. Er werd een boerderij gebouwd met de naam Hoeve Sloterdijk, maar ook deze is uiteindelijk weer verdwenen.

### Onderzoek
In 1992 vatte een aannemer het plan op om het kasteeltje weer te herbouwen naar een gravure van Rembrandt. Dit plan is uiteindelijk niet gerealiseerd, maar de bouwplannen waren wel aanleiding om in 1994 archeologisch onderzoek te verrichten. Hierbij zijn de resten gevonden van de diverse bouwfasen en van de 18e-eeuwse tuinaanleg. Ook zijn er aardewerk aangetroffen, kacheltegels en pijpjes.

## Beschrijving
Het kasteelterrein was 14,5 bij 18,5 meter groot en werd omgeven door een vijf meter brede gracht.
Het kasteeltje Brillenburg is gebouwd rond 1425 en was een omgrachte woontoren van 8,7 bij 8,1 meter groot. Deze houten toren was uitgevoerd in vakwerkbouw en stond op een stenen voet. Als dakbedekking was gebruik gemaakt van rode platte daktegels. Vanwege de slappe veengrond had de toren al snel last van verzakkingen. Kort na 1460 volgde een uitbreiding van het gebouw met twee hoektorens.
Rond 1500 werd op de noordoosthoek de kasteeltoren met vier trapgevels toegevoegd. Deze toren was 5,6 bij 5,9 meter groot. De grachtmuren van het hoofdgebouw werd eind 16e eeuw opnieuw opgetrokken en dit maal op een fundering van heipalen.
Door ernstige verzakkingen midden 17e eeuw en een brand in 1652 was het kasteeltje in een ruïne veranderd. Het grootste deel van het gebouw werd in 1658 afgebroken, de fundamenten werden aangepast en er volgde herbouw. De vierkante toren uit 1500 was overigens behouden gebleven en werd weer onderdeel van het nieuwe huis.
In 1708 volgde een grootschalige verbouwing waarbij een nieuw huis in classicistische stijl werd opgetrokken. Ook nu weer bleef de oude toren (grotendeels) behouden. Rondom verscheen een fraaie tuin met een kostbare schelpengalerij, een bassin en 'bedriegertjes'.
Rondom het gehele complex lag een dubbele singel van elk vier meter breed, die al begin 17e eeuw of mogelijk eerder aanwezig was.
Er waren tevens bijgebouwen, zoals een toegangspoort en een zaalvormig gebouwtje.

## Afbeeldingen

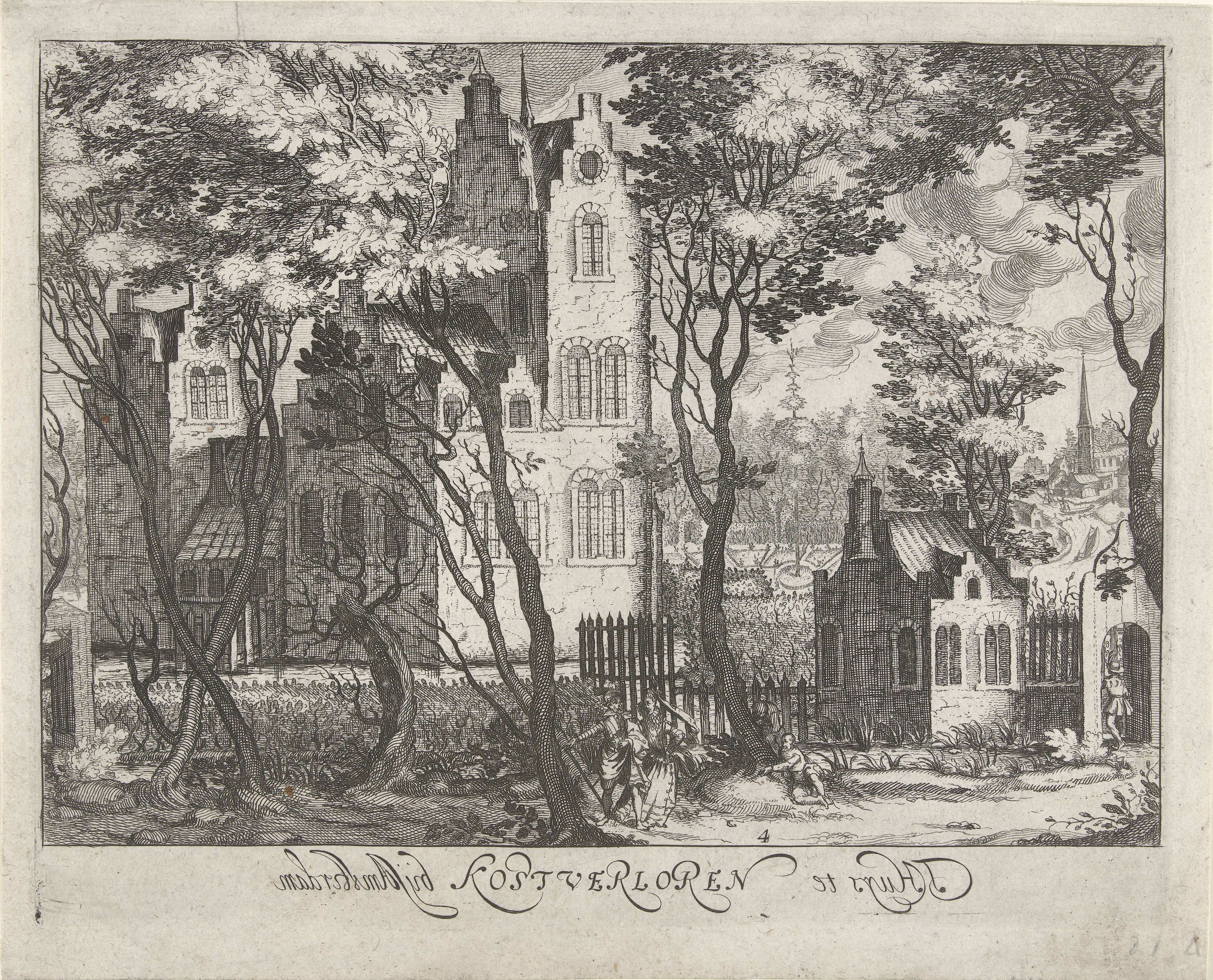
Kostverloren begin 17e eeuw, door Simon Frisius vervaardigd in de periode 1601-1628
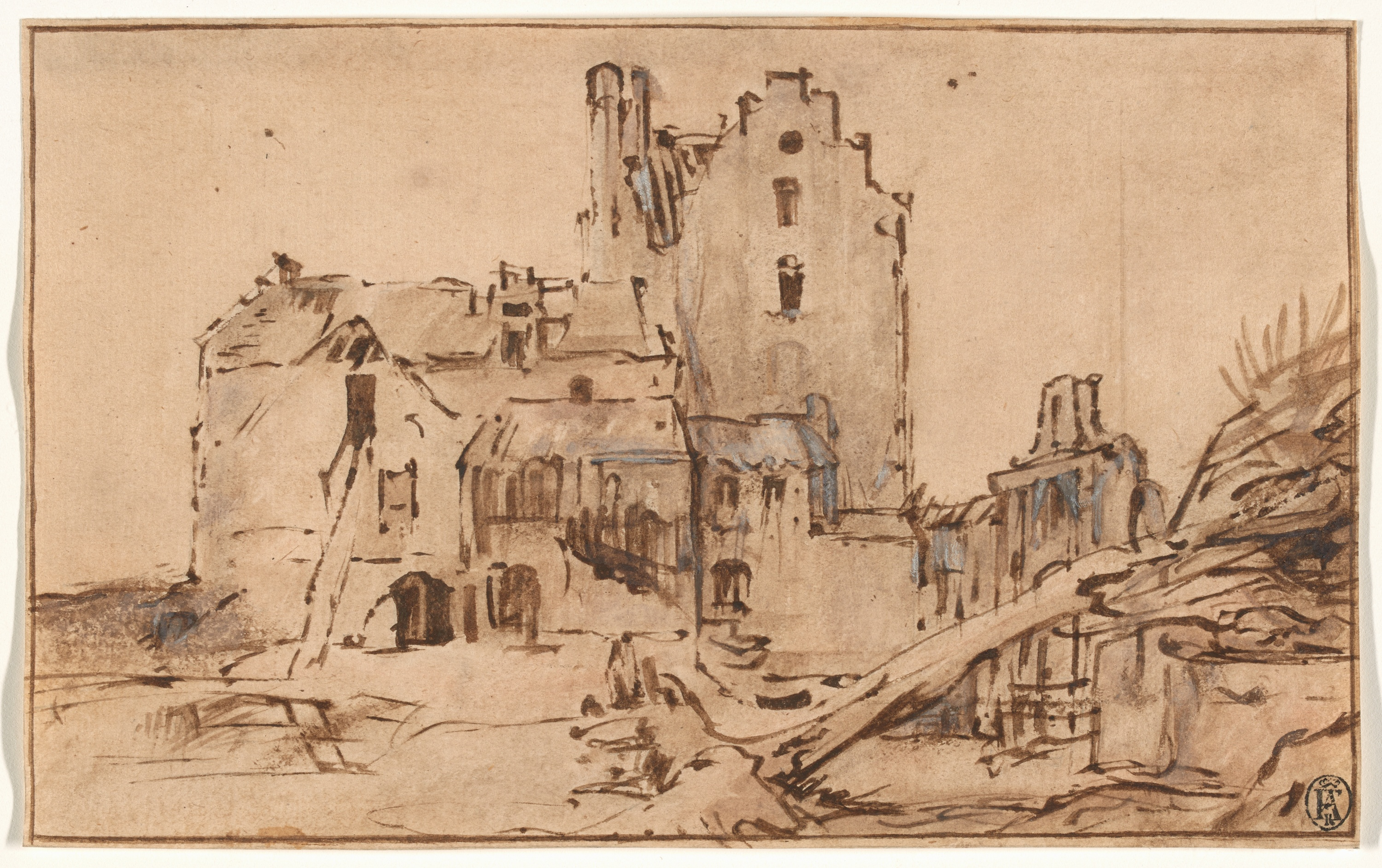
De ruïne Kostverloren, door Rembrandt van Rijn circa 1652 getekend
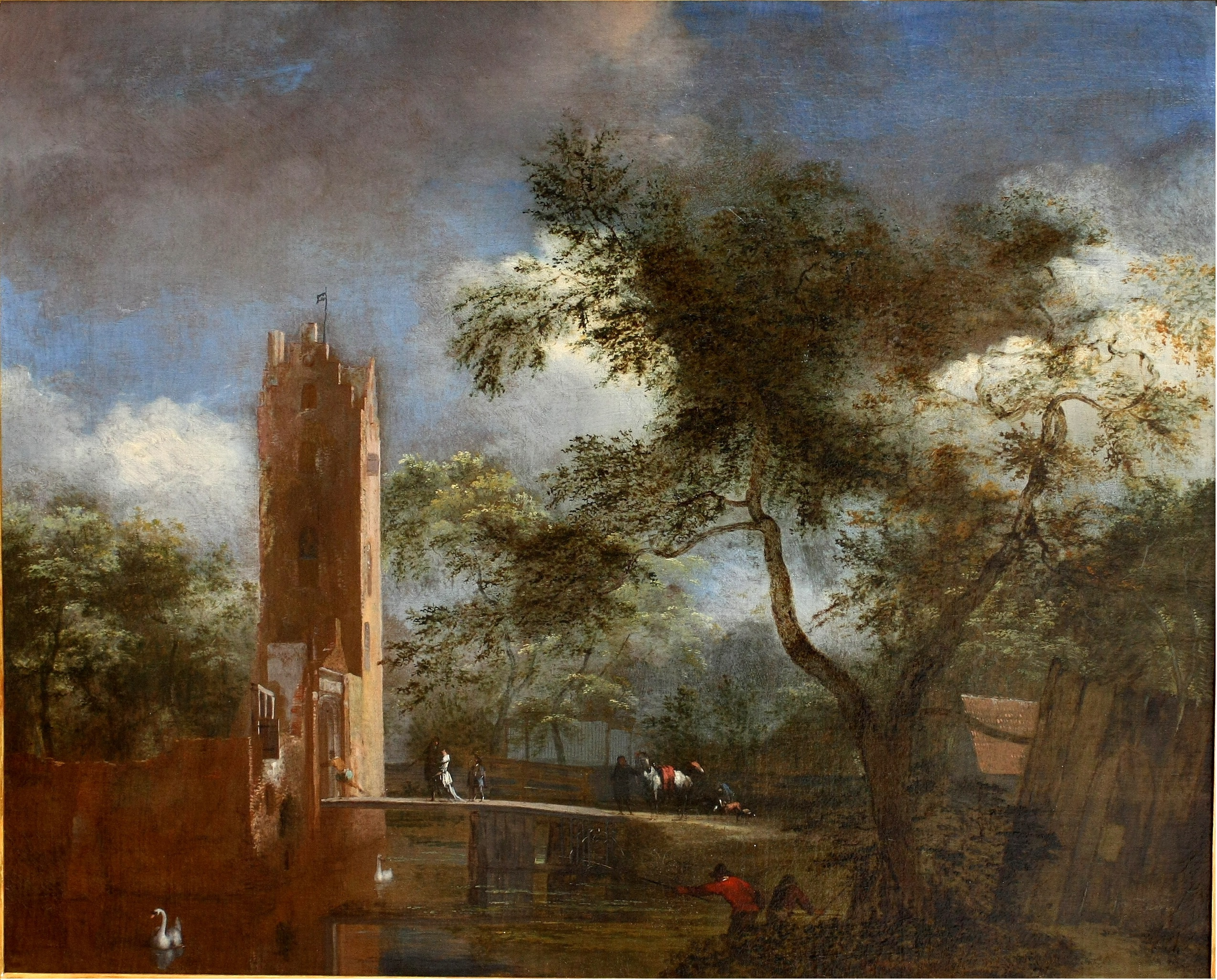
De ruïne van Kostverloren, door Jan van Kessel circa 1664 geschilderd
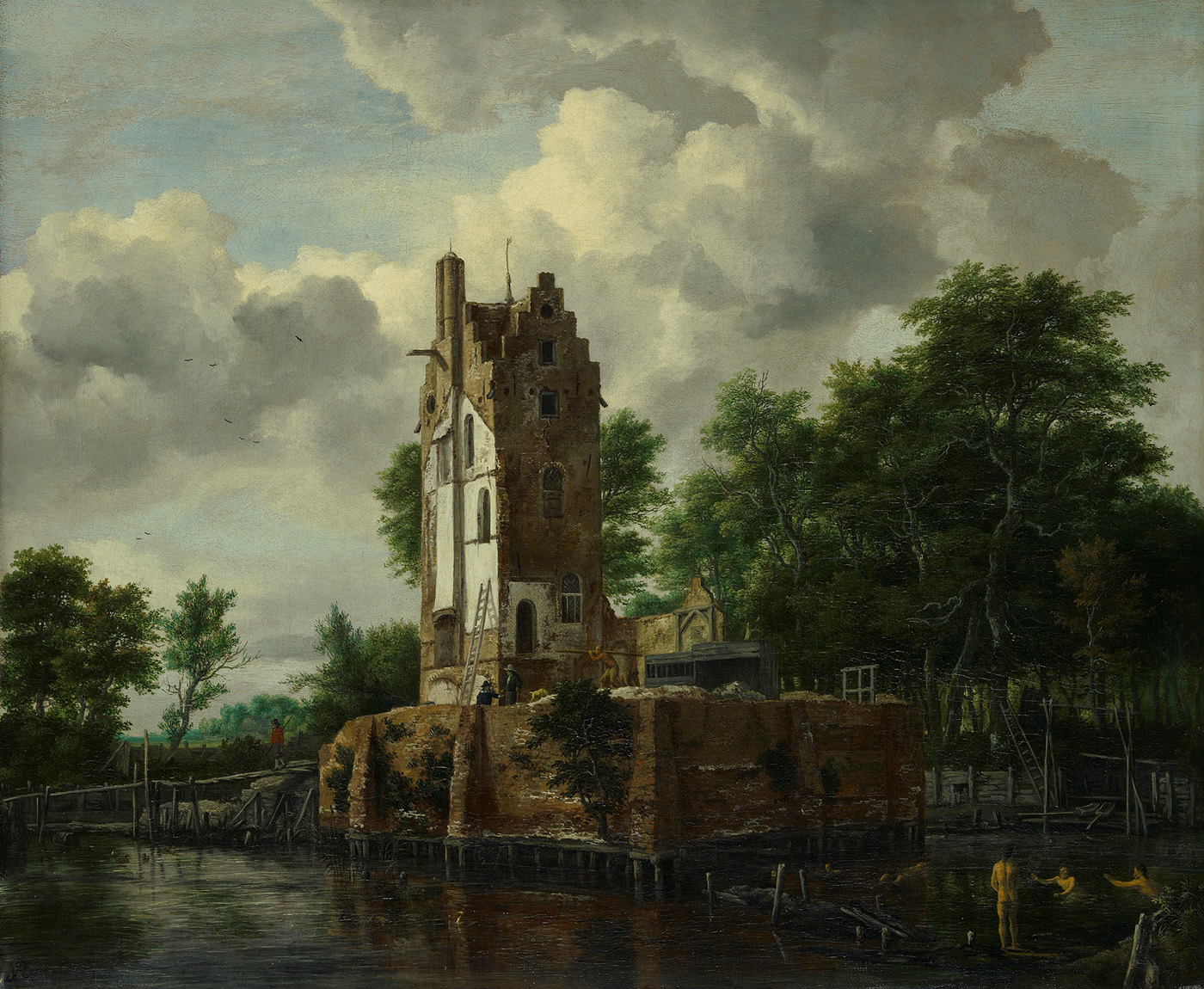
Huis Kostverloren aan de Amstel, door Jacob van Ruisdael tussen 1660 en 1682 geschilderd

Adrichem · Aelbrechtsberg · Akersloot · Amstel · Amsterdam · Assendelft · Assumburg · Banjaert · Beeckestijn · Berkenrode · Boekel · Bollenhofstede · Ten Bosch · Brederode · Caprera · Ter Coulster · Cranenbroek · Dampegeest · Eenigenburch · Egmond · Heemstede · Hilversum · Ilpenstein · Jan Aernts woninge van Bennebroek · Keggenrode · Ter Kleef · Kostverloren · Kronenburg · Marquette · Merestein · Middelburg · Muiderslot · Nederhorst · Nieuwburg · Nuwendoorn · Oud Haerlem · De Park · Poelenburg · Purmersteijn · Radboud · Huis te Ramp · Reewijk/Rietwijk · Rolland · Ruysdael · Schagen · Huis te Schoten · Sparenwoude · Te Spijk · Swanenburch · Sypesteyn · Tetrode · Teylingerbosch · Torenburg · Velsen · De Vlotter · Vogelenzang · Ter Wijc · Wijdenes · Ypestein · Te Zaanen